# 艾森省

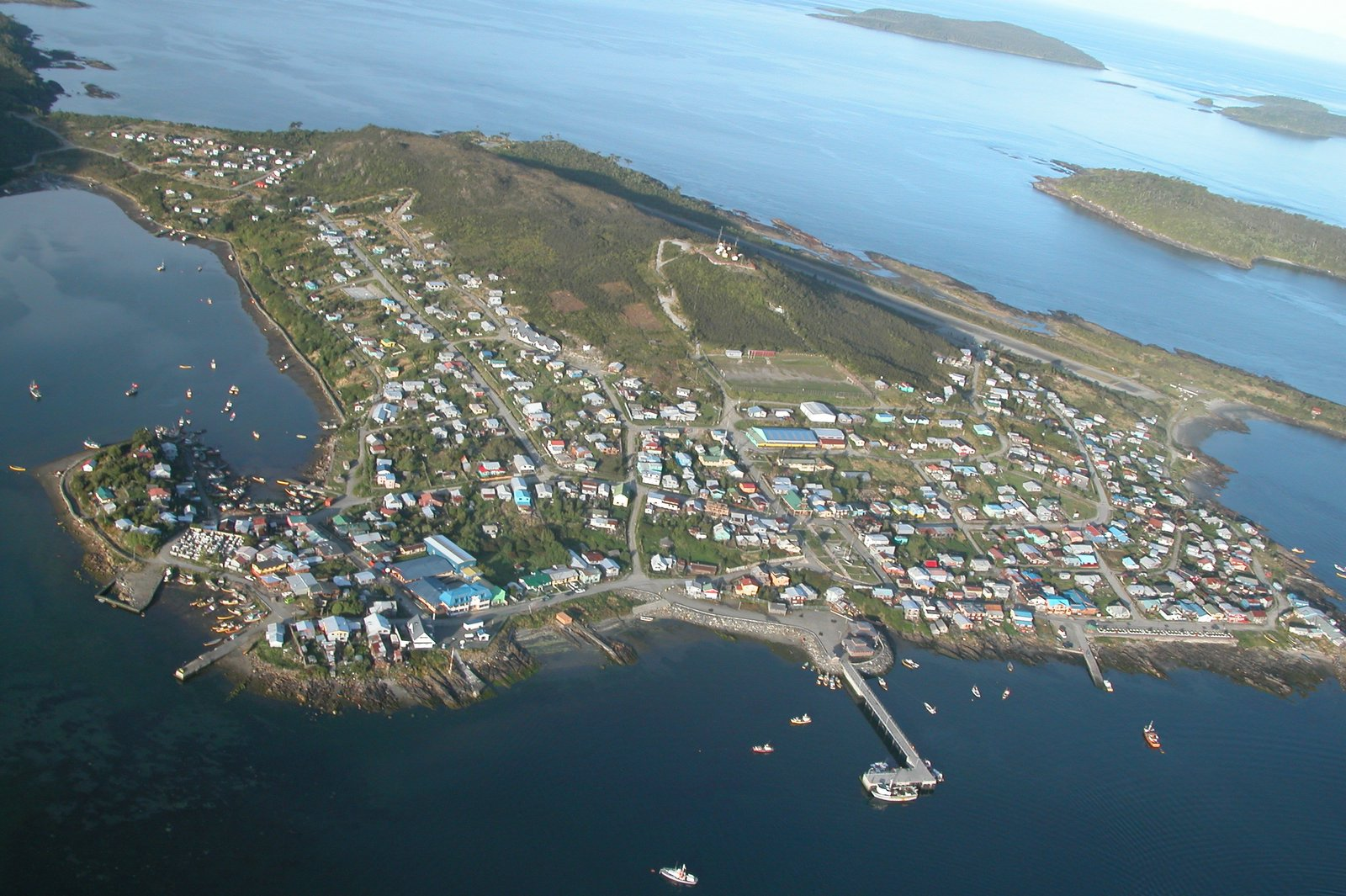

艾森省是智利的54個省份之一，位於該國中南部，由伊瓦涅斯將軍艾森大區負責管轄，首府設於艾森港，面積46,589平方公里，2002年人口23,498，人口密度每平方公里0.5人。

## 外部連結
- （西班牙文） Government of Aisén （页面存档备份，存于）